# William Acton (malíř)
William Acton (William Hamilton Mitchell Acton) (16. srpna 1906, Florencie, Itálie – 31. srpna 1945, Florencie, Itálie) byl anglo-italský malíř známý jako portrétista.

## Životopis
William Hamilton Mitchell Acton se narodil 16. srpna 1906 jako syn Arthura Actona (1873–1953), sběratele umění a obchodníka a Hortense Lenore Mitchell (1871–1962), dědičky Johna J. Mitchella, prezidenta „Illinois Trust and Savings Bank“. Spisovatel Harold Acton byl jeho starší bratr.
Vzdělával se nejprve na škole „Chateau de Lancy“ v Ženevě a poté na Eton College; Na Etonu byli jeho přáteli Robert Byron, Brian Howard, Alfred Duggan a Anthony Powell, který na Williama rád vzpomíná ve svých pamětech.

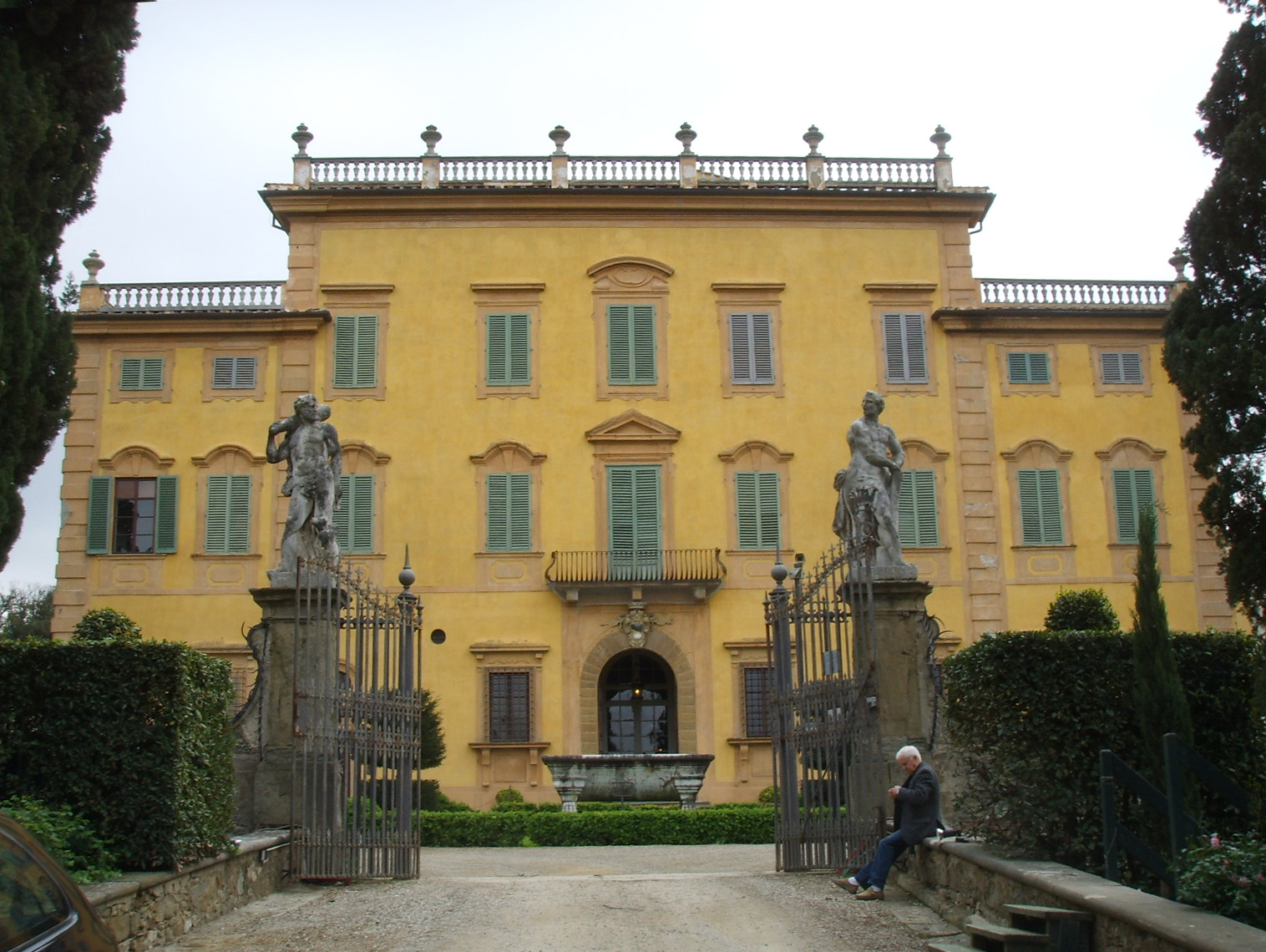
Villa la Pietra, Florencie, rodný dům Williama a jeho bratra Harolda

V roce 1922 se reprodukce jeho obrazu Nature Morte objevila ve školním časopise Eton Candle. V únoru 1922 byl spolu se svým bratrem a dalšími spolužáky jedním ze zakladatelů „Eton Society of Arts“: spoluzakladateli byli Brian Howard, Henry Yorke, jeho bratr Harold, Robert Byron, Alan Clutton-Brock, Hugh Lygon, Anthony Powell a Colin Anderson.

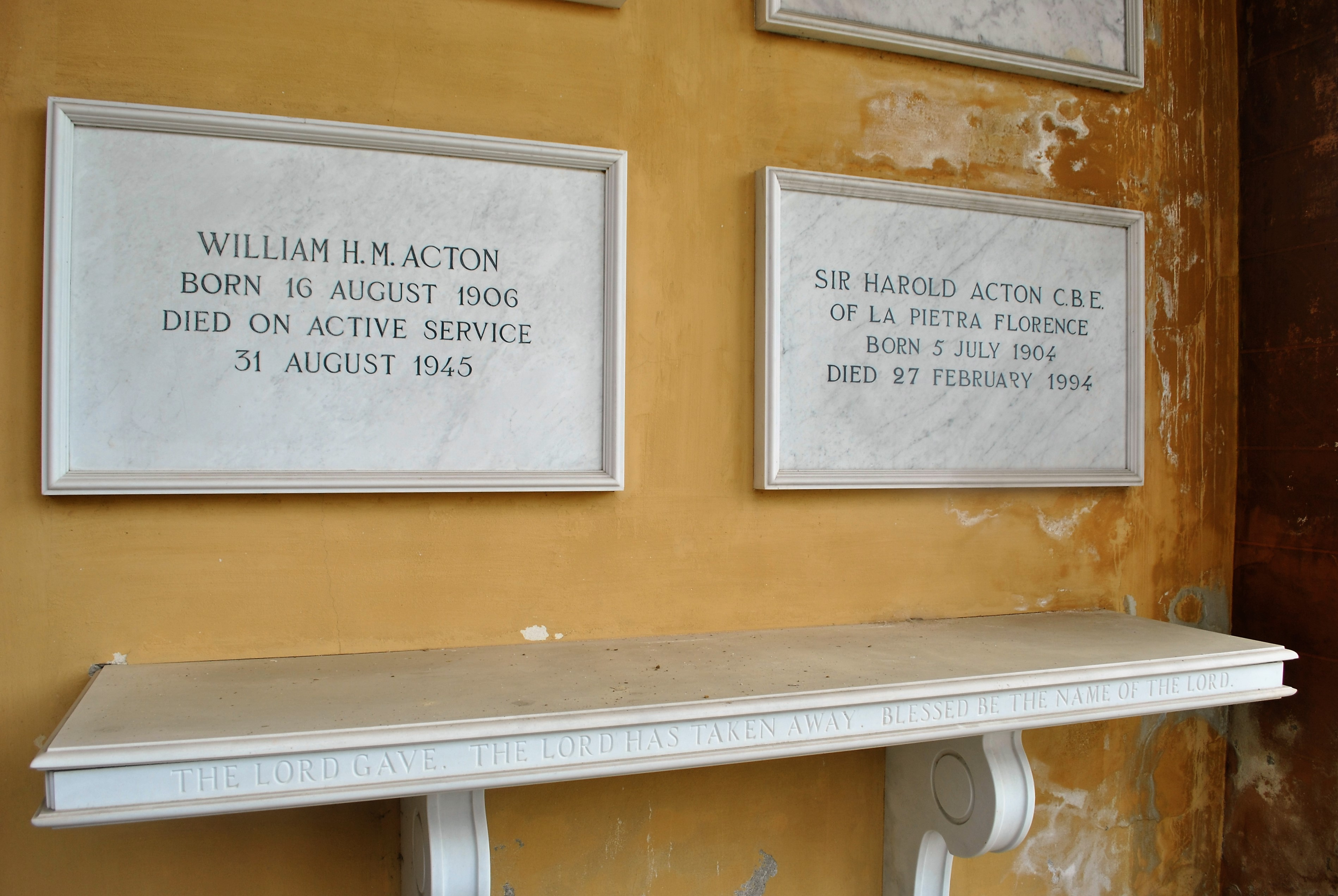
Pamětní deska bratrů na hřbitově „Cimitero Evangelico agli Allori“, Florencie

## Oxford
V roce 1925 Acton s mnohými přáteli přešel na kolej „Christ Church“ v Oxfordu, ale zůstal tam jen jeden rok. Brian Howard napsal satirický článek o portrétech Williama Actona: Continuation of Oxford Portraits of 1925–6. Mezi portrétovanými byli: David Herbert, Mark Ogilvie-Grant, René Crevel, Henry Thynne, 6. markýz z Bathu a Charles Plumb. V předchozím čísle byly zveřejněny portréty Roberta Byrona, Harolda Actona, Johna Sutro, Bryan Guinness, 2. baron Moyne, Edward Henry Charles James Fox-Strangways, 7. hrabě z Ilchesteru. V Oxfordu byli přátelé Williama Actona Hugh Lygon, Robert Byron, Brian Howard, Michael Parsons, David Plunket Greene, Roy Harrod, Evelyn Waugh a John Sutro.
Po vysoké škole byli bratři Actonovi součástí kruhu The Bright Young Things. William Acton sestry Mitfordovy portrétoval.
Nedlouho poté, co byl během druhé světové války demobilizován, zemřel 31. srpna 1945 po krátké nemoci a je pohřben v rodinné hrobce na Cimitero degli Allori.
Mnoho obrazů Williama Actona bylo prodáno v aukcích, včetně obrazu „Armiola“, prodáno v Christie's v roce 2016 za cenu 16 250 liber.

## Galerie

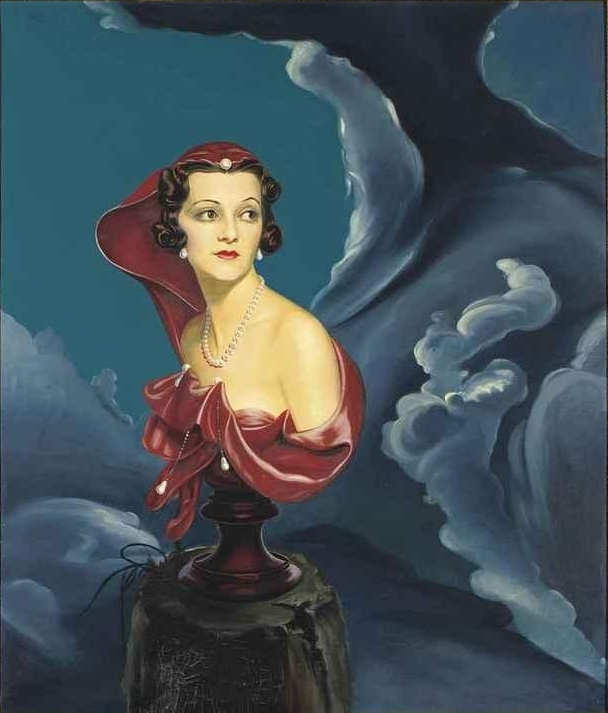
Georgia Doble, manželka Sacheverella Sitwella
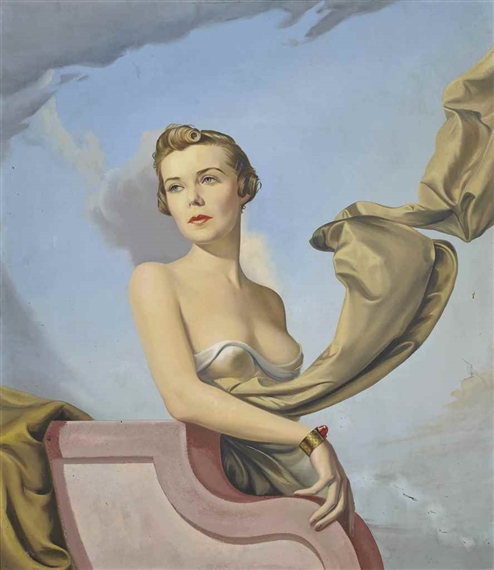
Armiola
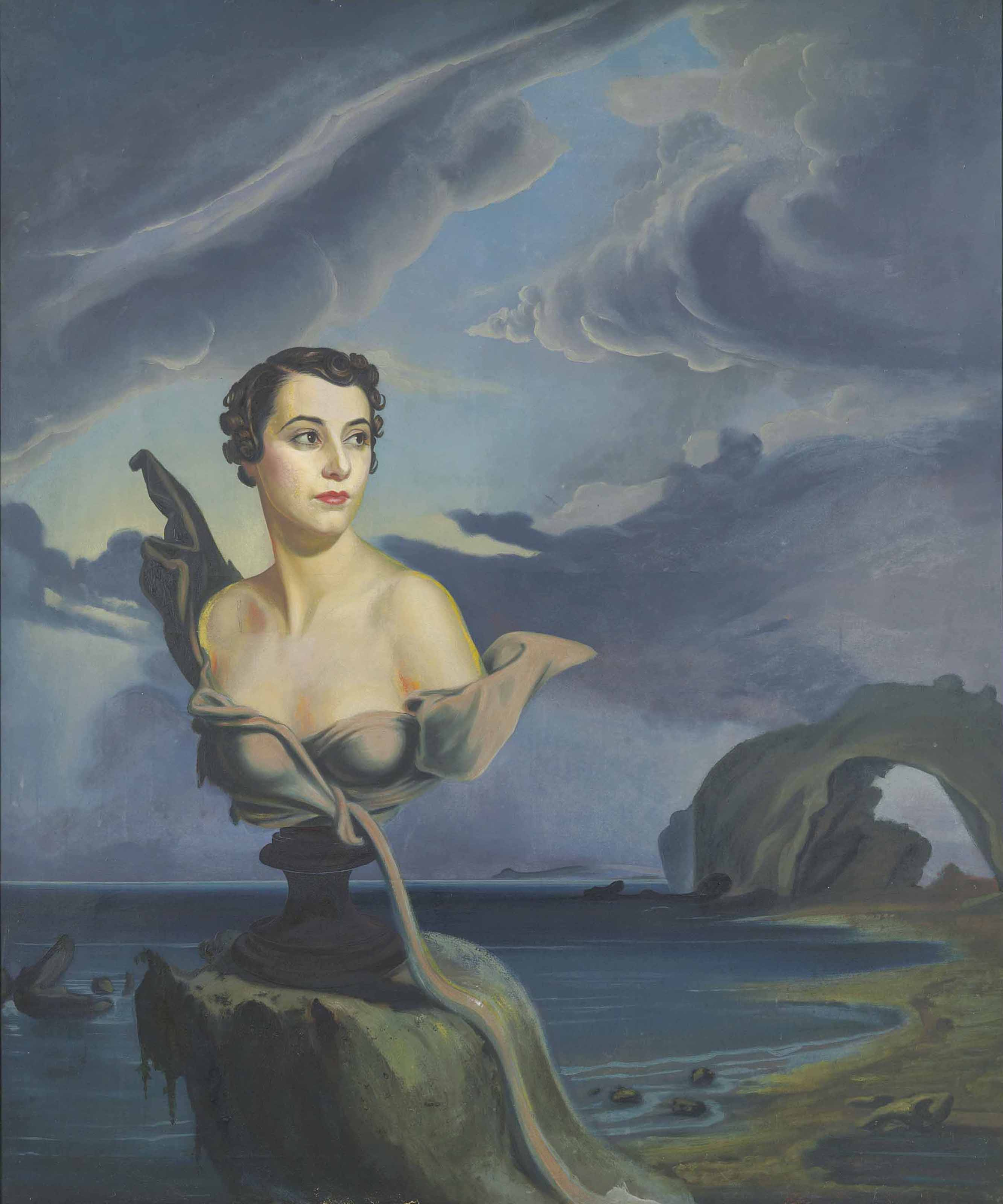
Loelia Ponsonby
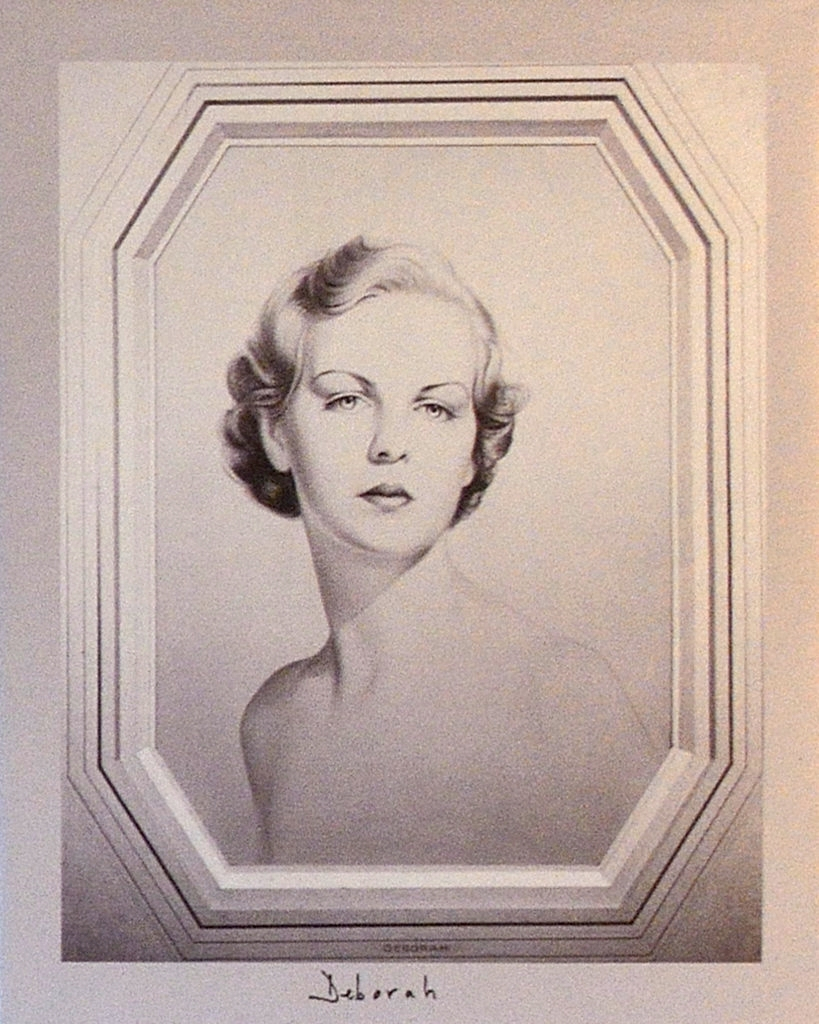
Deborah Mitford
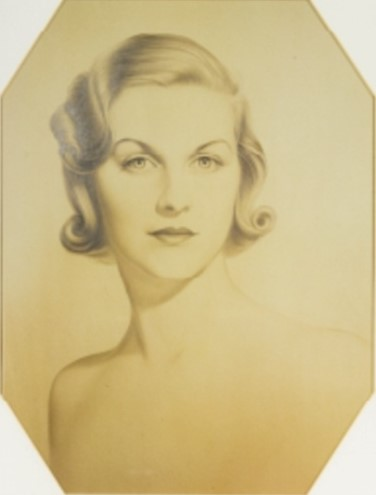
Diana Mitford
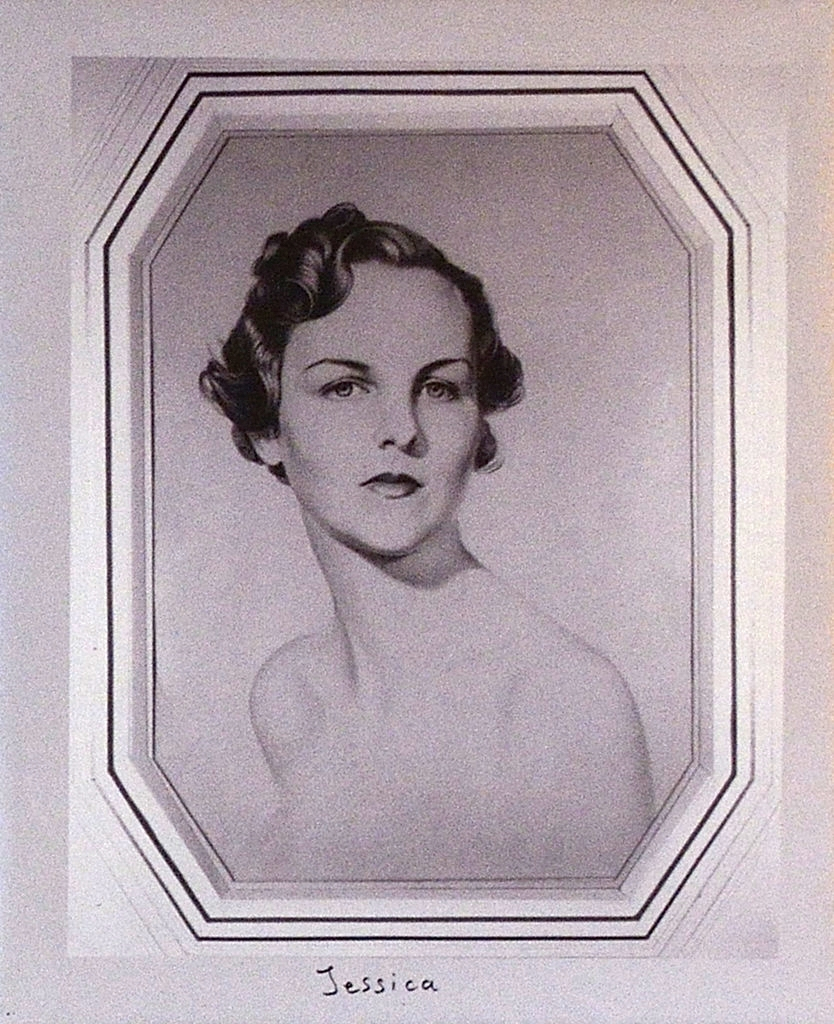
Jessica Mitford
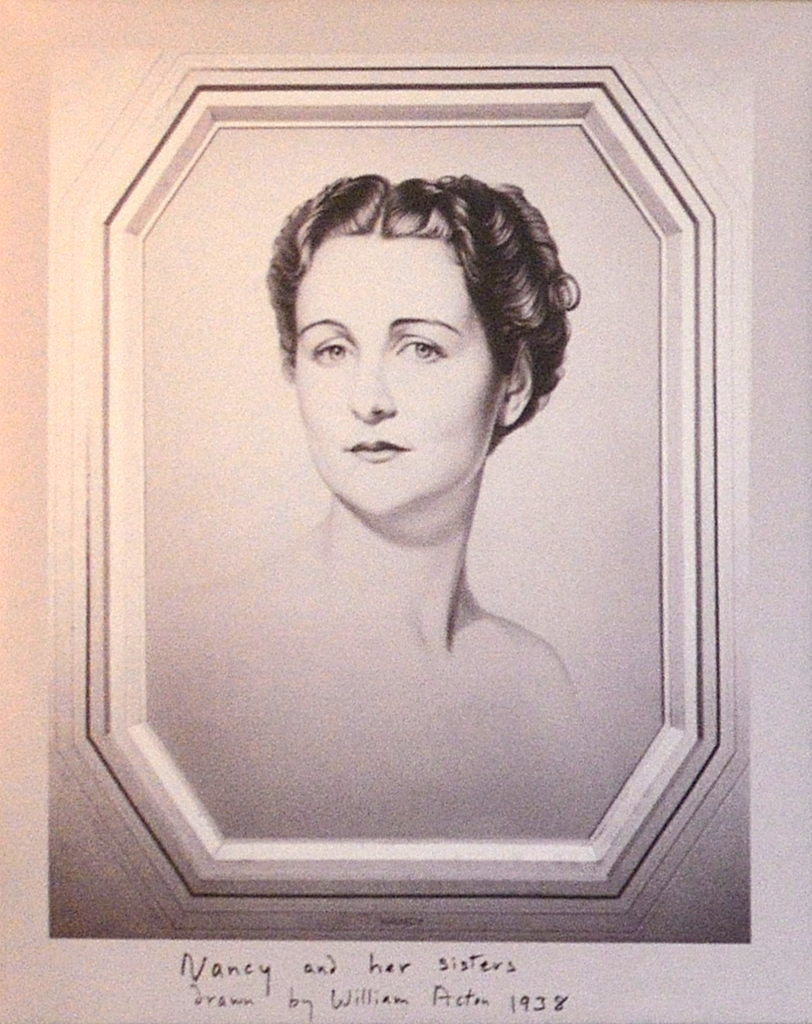
Nancy Mitford
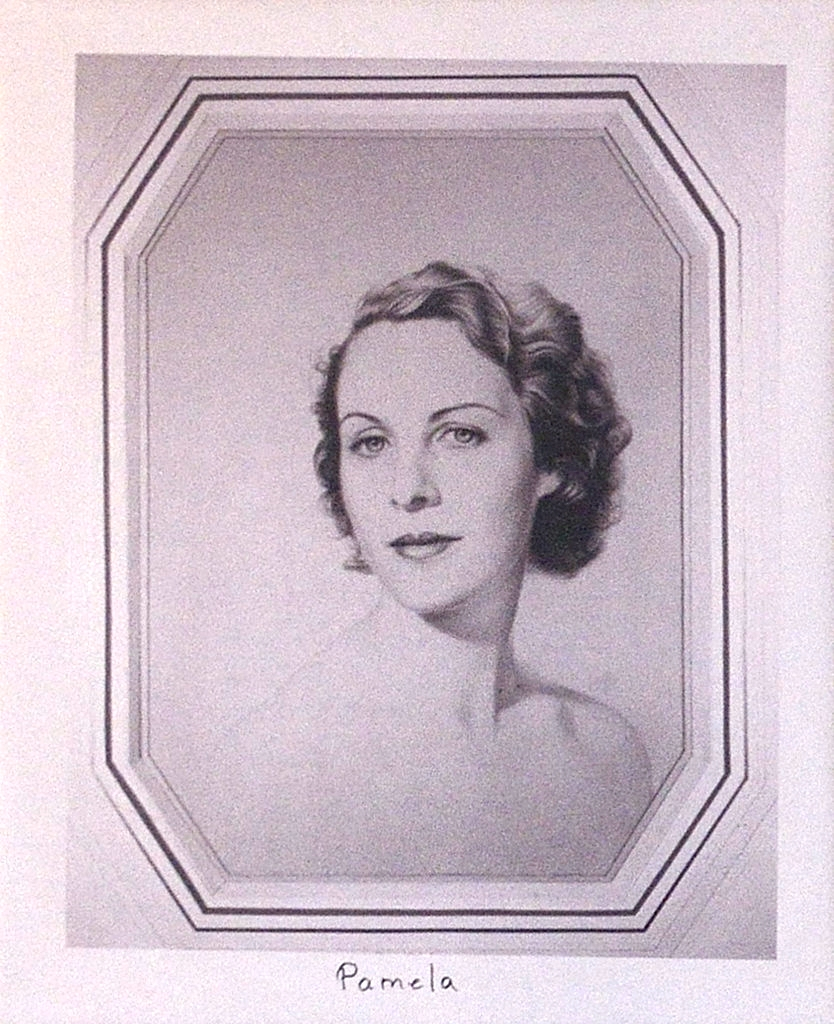
Pamela Mitford
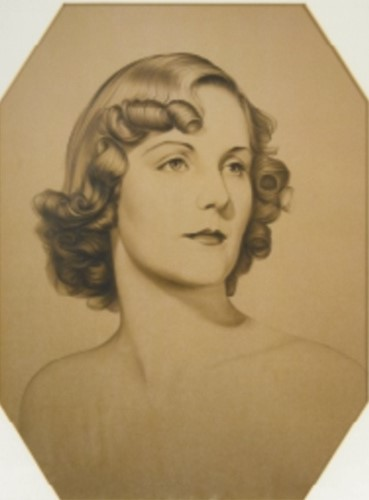
Unity Mitford
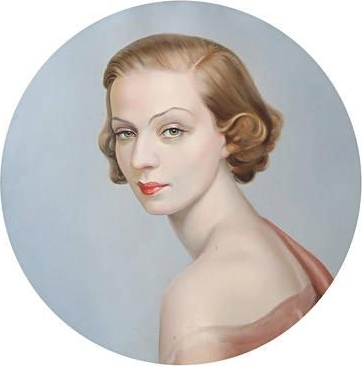
Gertrude Lawrence